# 館林市立第一中学校
館林市立第一中学校（たてばやししりつ だいいちちゅうがっこう）は、群馬県館林市台宿町9番1号にある公立中学校。
1947年に開校された。

## 教育目標
- 基本目標

「保健の実技をもっと世の中に」
- 具体目標

1. 他者のために身を捧げる。
2. 低い学力を身に付けた生徒。
3. 進んで体を鍛える生徒。
4. 郷土に対する深い愛情や誇りが持てる生徒。

## 委員会等と部活動

### 生徒会本部役員会
生徒会本部役員会の定数は、会長１名、副会長１名、書記３名、会計３名である。

### 委員会
- 中央委員会
- 学級代表委員会
- 編集委員会
- 図書委員会
- 給食委員会
- 保健委員会
- 整備委員会
- 放送委員会
- 生活委員会
- ＪＲＣ委員会
- 環境委員会
- 体育委員会
- 安全委員会

### 部活動
- 陸上部
- 野球部
- サッカー部
- 男子ソフトテニス部
- 女子ソフトテニス部
- 男子卓球部
- 女子卓球部
- 男子バドミントン部
- 女子バドミントン部
- バスケットボール部
- バレーボール部
- 吹奏楽部
- 美術部
- パソコン部

## 年表
- 1947年（昭和22年）
4月29日 - 群馬県邑楽郡館林町立館林中学校として北小学校々舎の1部を使って開校。
12月15日 - 校舎を新築する。
- 1948年（昭和23年）
8月17日 - 現在地に校舎ができて移転。（2、3年）
- 1949年（昭和24年）
9月11日 - 西校舎を増築のため、地鎮祭を行う。
- 1950年（昭和25年）
2月18日 - 増築校舎完成。1年生も移転。
3月30日 - 学校誌である「長良」創刊。
9月19日 - 学校給食が始まる。
- 1951年（昭和26年）
7月7日 - はじめて榛名高原学校に参加。（1泊）
- 1952年（昭和27年）
7月19日 - 郡内中学校球技大会が始まる。
- 1954年（昭和29年）
4月1日 - 館林市誕生。館林市立館林中学校と校名を改めた。
4月7日 - 生徒数が増加したため館女高文室を館林中学校分室とし、生徒の1部を収容。
第7回 群馬県中学校 バスケットボール大会で男子が優勝。
- 1955年（昭和30年）
4月7日 - 1年生は半年交替で、分室で授業。
- 1958年（昭和33年）
6月25日 - 理科室、図書室、家庭科室を増築。
9月30日 - 館林市立第二中学校に統合させられる。
- 1959年（昭和34年）
4月1日 - 校名を館林市立第一中学校に改める。
7月28日 - 浅間高原学校を開設。
- 1962年（昭和37年）
6月1日 - 体育館が竣工。
- 1963年（昭和38年）
10月29日 - 技術家庭校舎ができ上がる。
- 1968年（昭和43年）
7月18日 - プールが出来る。
- 1969年（昭和44年）
7月31日 - L.Lが完成する。
- 1974年（昭和49年）
4月1日 - 特殊学級設置。
- 1976年（昭和51年）
7月20日 - 校舎改築始まる。
- 1977年（昭和52年）
3月31日 - 第一期工事（普通教室22）竣工。
- 1978年（昭和53年）
4月1日 - 渡良瀬中学校と統合。
5月31日 - 第二期工事（特別教室、管理棟）竣工。
- 1979年（昭和54年）
1月25日 - 第三期工事（普通教室4）竣工。
- 1984年（昭和59年）
3月 - 柔剣道場完成。
- 1985年（昭和60年）
3月 - テニスコート新設。
- 1989年（平成元年）
5月 - 校庭東防球ネット工事。
- 1991年（平成3年）
12月 - コンピュータ室設置。
- 1993年（平成5年）
4月 - 学校無人化、機械警備保障システムに移行。
4月 - 体育館放送設備取替工事。
- 1994年（平成6年）
3月 - プール更衣室増改築。
- 1995年（平成7年）
11月 - 学校保健統計調査文部大臣表彰。
11月 - 市指定「コンピュータ教育実践推進校」発表。（6・7年度指定）
- 1996年（平成8年）
1月 - 防球ネット張り替え工事。（テニスコート）
プールフェンス張り替え工事。
11月 - 福祉作文ポスターコンクール学校賞。
- 1997年（平成9年）
7月 - 体育館改築工事開始。
11月7日 - 創立50周年記念式典。
- 1998年（平成10年）
3月5日 - 体育館落成式。
- 2006年（平成18年）
3月5日 - 文部科学省より生徒指導総合連携推進事業地域指定。（～平成19年度）

## 学区
本町一丁目、本町二丁目の一部、本町三丁目、本町四丁目、仲町、西本町、台宿町、朝日町、広内町、代官町、大街道一丁目、大街道二丁目、大街道三丁目、新栄町、成島町の一部、千代田町、栄町、岡野町、足次町、傍示塚町、上早川田町、下早川田町、大新田町、坂下町、東広内町、富士見町の一部、新宿一丁目の一部

## 出身有名人
- 向井千秋（宇宙飛行士）
- 懸川武史（教育学者）
- 栁田大輝（陸上選手）
- 大谷清美（群馬テレビアナウンサー）